# ایبرایکینو
ایبرایکینو (انگلیسی: Ibraykino) یک شهرک در شهرستان بیژبولیاکسکی باشقیرستان کشور روسیه است.